# Teruo Ivamoto
Teruo Ivamoto (japonsko 岩本 輝雄), japonski nogometaš, * 2. maj 1972.
Za japonsko reprezentanco je odigral 9 uradnih tekem.